# Chambray-lès-Tours
Chambray-lès-Tours é uma comuna francesa na região administrativa do Centro, no departamento Indre-et-Loire. Estende-se por uma área de 19,41 km². Em 2010 a comuna tinha 12 001 habitantes (densidade: 618,3 hab./km²).